# Aeropuerto Internacional de Shanghái-Hongqiao

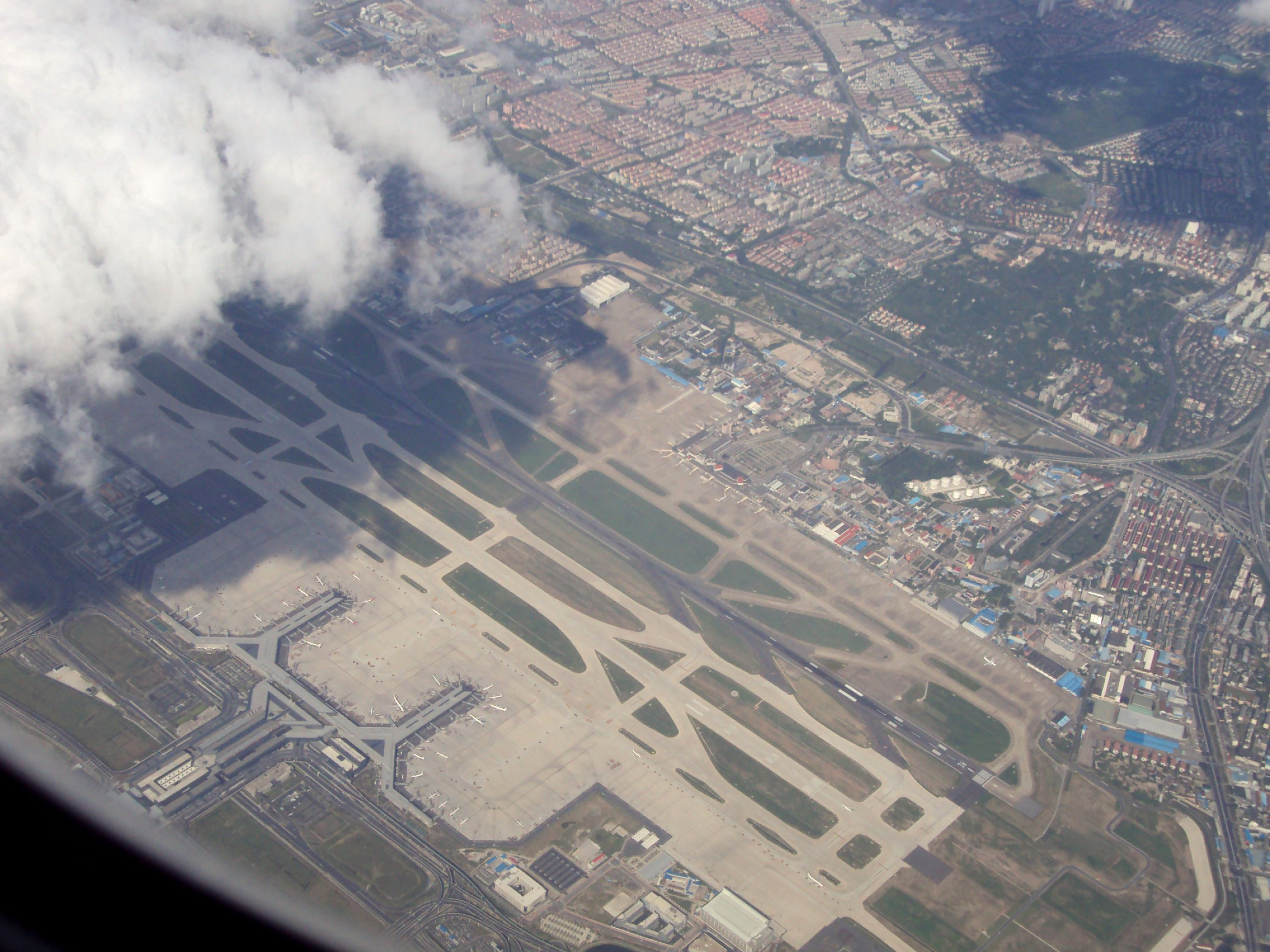

Aeropuerto Internacional Hongqiao (IATA: SHA, OACI: ZSSS) (en chino tradicional, 上海虹橋國際機場; en chino simplificado, 上海虹桥国际机场; pinyin, Shànghǎi Hóngqiáo Guójì Jīchǎng), literalmente "Aeropuerto Internacional del Puente del Arcoiris", es uno de los dos aeropuertos que sirven a la ciudad de Shanghái, República Popular China. Localizado en el distrito de Changning, el aeropuerto se encuentra en el límite urbano occidental de la metrópoli. 
En 2008, el Aeropuerto de Hongqiao transportó a 28.235.691 pasajeros, lo que lo convierte en el cuarto aeropuerto de los mayores aeropuertos de China por el número de pasajeros. Es también el sexto aeropuerto entre los mayores aeropuertos de China por el tráfico de carga, así como el sexto aeropuerto entre los mayores aeropuertos de China por el movimiento de aeronaves.

## Historia
Antes de la inauguración del Aeropuerto Internacional de Shanghái-Pudong en 1999, el aeropuerto de Hongqiao, sirvió a Shanghái como aeropuerto internacional. En la actualidad, el aeropuerto solo presenta dos vuelos internacionales directos a los aeropuertos centrales de Tokio Haneda desde el 29/09/2007. y de Seúl Aeropuerto Internacional de Gimpo a partir del 28/10/2007.
Un servicio de taxis sirve al aeropuerto en el nivel de arribos. Existen varias líneas de autobuses con servicios hacia distintos distritos de la ciudad, mientras que el servicio de minibús lo conecta a la estación del Templo Jing An. Se está construyendo la extensión de la Línea 2 del Metro de Shanghái hasta el aeropuerto.
El Aeropuerto Internacional de Shanghái Hongqiao ha recibido la aprobación estatal para la inversión de 15,3 mil millones de yuanes para su expansión, con la construcción de una segunda pista y una nueva terminal. El plan pretende llevar la capacidad del aeropuerto de Hongqia hasta los 40 millones de pasajeros en el año 2010. La nueva pista tendrá 3.300 metros y la nueva terminal un área cubierta de 250.000 metros cuadrados. Adicionalmente se construirán nuevas facilidades para las operaciones en tierra y carga. 
Se ha propuesto asimismo la extensión de la línea del tren Maglev de Shanghái desde la Avenida Longyang a través de la Estación Ferroviaria Sur de Sahnghai hasta el aeropuerto. cuando se finalice el proyecto, la extensión total de las vías alcanzará los 55 kilómetros, uniendo a los dos aeropuertos de la ciudad en 15 minutos. Si bien en los espacios no urbanizados se mantendrá la velocidad del Maglev, en las porciones urbanizadas de alta densidad, se disminuirá su velocidad. Se prevé la conclusión de esta obra para el 2010, antes de la apertura de la Exposición Universal de Shanghái. Se ha pospuesto la extensión hasta Hangzhou, inicialmente planificada.

## Aerolíneas y destinos

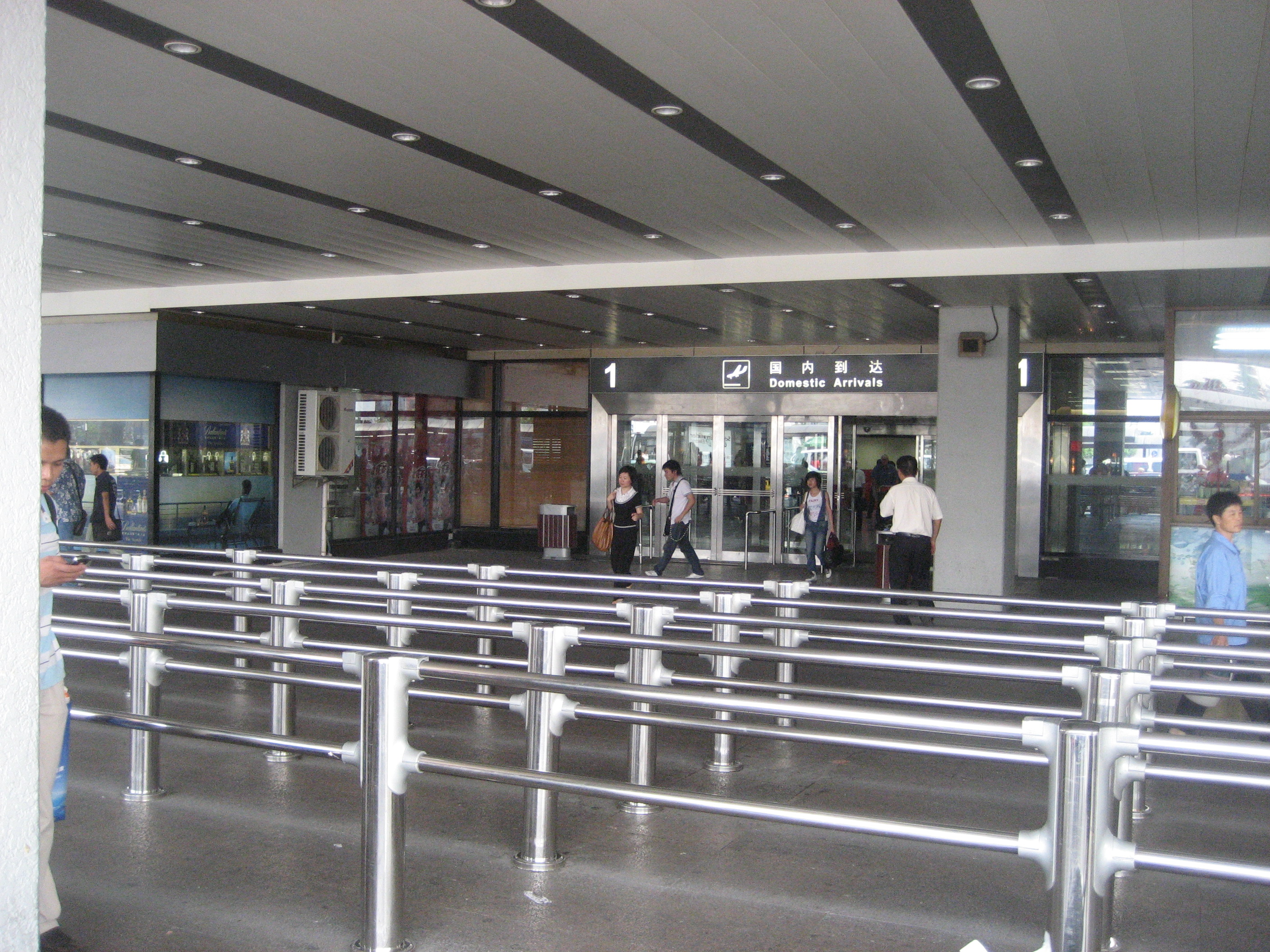
Domestic passenger flights gate.

| Aerolíneas                                      | Destinos |
| ----------------------------------------------- | --- |
| Air China                                       | Cantón, Guiyang, Hohhot, Kunming, Pekín-Capital, Qingdao, Tianjin |
| China Eastern Airlines                          | Cantón, Changsha, Datong, Fuzhou, Ganzhou, Guilin, Guiyang, Hefei, Hohhot, Huangyan, Jinan, Kunming, Lanzhou, Lianyungang, Linyi, Liuzhou, Luoyang, Nanchang, Nanning, Pekín-Capital, Qingdao, Shantou, Shenzhen, Shijiazhuang, Taiyuan, Tianjin, Urumchi, Weihai, Wenzhou, Xiamen, Xuzhou, Yantai, Zhengzhou, Zhoushan |
| China Southern Airlines                         | Cantón, Changsha, Guilin, Guiyang, Nanning, Nanyang, Pekín-Capital, Sanya, Shantou, Shenzhen, Urumchi, Yantai, Zhengzhou |
| Hainan Airlines                                 | Pekín-Capital, Taiyuan, Tianjin |
| Hainan Airlines operado por Grand China Express | Dongying, Weifang |
| Juneyao Airlines                                | Changsha, Changzhi, Chengdú, Huangyan, Kunming, Qingdao, Sanya, Shenzhen, Taiyuan, Tianjin, Wenzhou |
| Shandong Airlines                               | Changde, Jinan, Qingdao, Yantai |
| Shanghai Airlines                               | Cantón, Fuzhou, Guilin, Guiyang, Jinan, Jingganshan, Jiujiang, Kunming, Linyi, Mianyang, Nanchang, Nanning, Pekín-Capital, Qingdao, Quzhou, Shantou, Shenzhen, Shijiazhuang, Taiyuan, Tianjin, Urumchi, Wanxian, Wenzhou, Xiamen, Xuzhou, Yichang, Yuncheng, Zhengzhou                                                  |
| Shenzhen Airlines                               | Guangzhou, Jindezheng, Nanning, Shenzhen |
| Spring Airlines                                 | Changsha, Fuzhou, Guangzhou, Guiyang, Nanchang, Urumchi, Wenzhou, Xiamen, Zhuhai |
| Xiamen Airlines                                 | Fuzhou, Jinjiang/Quanzhou, Xiamen |
| All Nippon Airways                              | Tokio-Haneda |
| Asiana Airlines                                 | Seúl-Gimpo |
| China Eastern Airlines                          | Seúl-Gimpo, Tokio-Haneda |
| Japan Airlines                                  | Tokio-Haneda |
| Korean Air                                      | Seúl-Gimpo |
| Shanghai Airlines                               | Seúl-Gimpo, Tokio-Haneda |
| Yangtze River Express                           | carga |

## Estadísticas
Ver fuente y consulta Wikidata.

## Categorías
- Anexo:Aeropuertos de China
- Mayores aeropuertos de China por tráfico de pasajeros